# 印刷会社

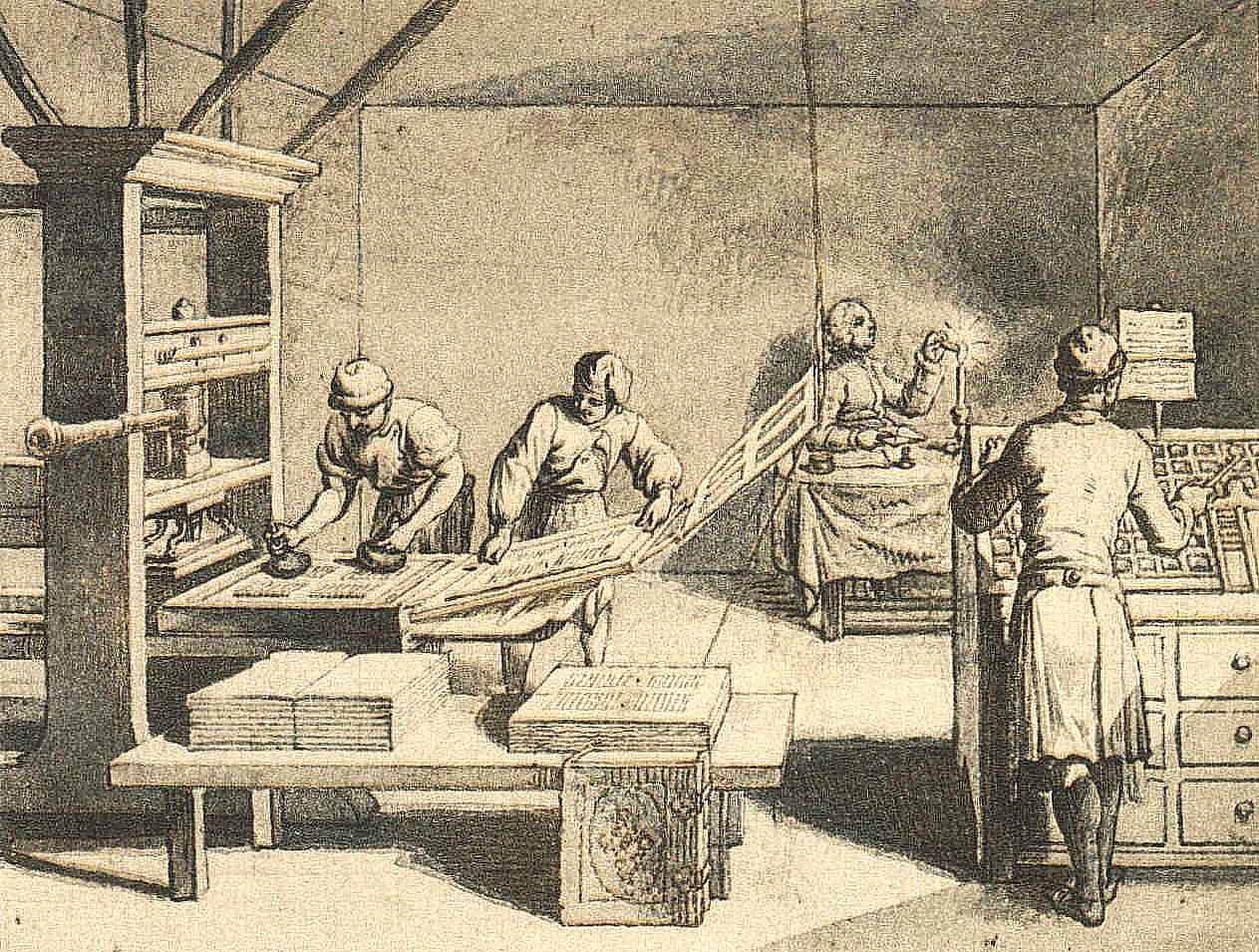
18世紀の印刷所

印刷会社（いんさつがいしゃ）とは、印刷を業務とする会社。製本などの業務を併せて行う会社もある。

## 欧米の印刷会社
ヨーロッパでは12世紀に製紙術が伝わり、1445年頃にはドイツのヨハネス・グーテンベルクによって金属合金活版印刷術とプレス機が発明された。中世までヨーロッパでは書物は羊皮紙などに写本によって複製されたもので非常に高価なものだった。しかし、グーテンベルクの発明から約50年間でヨーロッパ各地に活版印刷工房がつくられ印刷技術は急速に発展普及した。

## 日本の印刷会社

### 歴史
印刷事業を手掛ける者は江戸時代にはおり、元禄期の浮世絵や、文政期の洒落本など木版による版画や書物が刊行された。
日本の近代活版印刷は1849年にオランダからスタンホープ印刷機と欧文活字一式が将軍に寄贈されたことにはじまる。1857年にはオランダの印刷技師インデルマウルが出島で印刷所を開設している（出島版）。
近代日本印刷の父といわれる本木昌造が興した印刷事業の流れを汲む東京築地活版製造所は、黎明期の代表的な印刷会社として語られることが多い。本木は1869年にアメリカ人宣教師ウィリアム・ギャンブルから電胎法活字鋳造技術を学び、長崎に新町活版所を開き、これが後に築地活版所となった。
日本では新聞の場合、新聞社が取材・編集・組版・印刷・配送（各家庭までではないが）のシステムを持っていることが多いが、その他の分野の印刷物では、印刷は専業の会社の仕事となっている。日本の印刷会社は中小企業の比率が大きいが、大日本印刷とTOPPANホールディングス（旧・凸版印刷）の2強の存在感が群を抜いており、両社は印刷に関わるあらゆる商材を手がけている。
日本では1990年代のバブル崩壊を境に拡大が止まり、1999年以降縮小の一途をたどり、出版不況という言葉も生まれた。インターネットの普及や若者の活字離れなどを背景に販売不振が続いており、2015年の出版物の販売額は1兆5220億円（前年比5.3％減、出版科学研究所調べ）と11年連続で前年を割り込み、倒産件数は減少しない。
大日本印刷・TOPPANの大手2社（とNISSHA）においては紙への印刷への比重は減少しつつあり、印刷技術を生かした包装材（パッケージ製品）などの各種加飾製品、液晶ディスプレイ部品材料やカラーフィルター、半導体用フォトマスクといった電子デバイスなどの商材の比重を増やすというように、産業構造の変化に合わせてポジショニングを変えている。

### 代表的な印刷会社
大手
- TOPPANホールディングス - 東証プライム上場
- 大日本印刷 - 東証プライム上場

準大手
- NISSHA - 東証プライム上場
- 共同印刷 - 東証プライム上場
- 図書印刷 - TOPPANグループ
- TOPPANエッジ - TOPPANグループ
- 共立印刷 - 東証スタンダード上場
- 竹田印刷 - 東証スタンダード、名証メイン上場
- 光村印刷 - 東証スタンダード上場

国営
- 国立印刷局

その他
- ITP (企業)
- あかつき印刷 (魚沼市)
- あかつき印刷 (渋谷区)
- アサガミプレスセンター
- 朝日印刷 (福井県)
- アサヒコミュニケーションズ
- 朝日プリンテック
- アドプレックス
- 雨宮印刷
- 石川特殊特急製本
- 石田製本
- ウイルコホールディングス
- 永昌堂印刷
- エトワール (印刷)
- 大阪シーリング印刷
- 大鹿印刷所
- 大村印刷
- 岡田紙業
- 笠間製本印刷
- 柏村印刷
- カワセコンピュータサプライ
- 協進印刷
- 共立アイコム
- 杏林舍
- 近代美術 (企業)
- 金羊社
- グラフィック (企業)
- くりえい社
- クレアール (印刷通販会社)
- 研究社印刷
- 広済堂ホールディングス
- 高速オフセット
- 興和紡
- 国策共栄
- 五色 (企業)
- コスモグラフィック
- コスモプリンツ
- 小林クリエイト
- 小松印刷
- 佐川印刷
- 山愛
- サンケイ総合印刷 (大阪)
- サンコー (北海道)
- 三秀舎
- 三省堂印刷
- サンニチ印刷
- サンメッセ
- SANYO-CYP
- サンライズパブリケーション
- シー・アール・エム
- ジェイアール東海ウェル
- シグマ紙業
- シナノ (印刷業)
- 昌栄印刷
- ショセキ
- スキット (企業)
- 精興社
- 双陽社
- 第一印刷
- 第一印刷 (長崎県)
- 第一紙行
- タイヘイ
- 大陽出版
- 宝印刷
- 竹笹堂
- 中日高速オフセット印刷
- 中日三重サービスセンター
- 千代田グラビヤ
- デイリースポーツプレスセンター
- 天理時報社
- 東亜紙巧業
- 東京スガキ印刷
- 東京リスマチック
- とうざわ印刷工芸
- 同人誌印刷所
- トータルパッケージ
- 東電ハミングワーク
- 東日印刷
- 東日オフセット
- 銅版印刷
- 東洋化成
- 図書印刷同朋舎
- 友野印刷
- 富山スガキ
- 内外プロセス
- 西川コミュニケーションズ
- 日刊スポーツPRESS
- 日進印刷
- ニューズプランニング
- ねこのしっぽ (川崎市)
- 野崎印刷紙業
- ハラプレックス
- 日立ドキュメントソリューションズ
- 福島印刷
- フジコピアン
- ブラザー印刷
- プリントネット
- プリントパック
- プロネクサス
- 平和堂印刷
- 便利堂
- 毎日新聞北関東コア
- 毎日新聞首都圏センター
- 毎日新聞北海道センター
- 牧製本印刷
- マツモト (福岡県)
- 丸進工業
- 丸山印刷
- 丸吉日新堂印刷
- マンローランドゴスウェブシステムズジャパン
- 和多田印刷